# Féthi Harek
Féthi Harek (Oullins, Francia, 21 de octubre de 1982) es un exfutbolista francés, de origen argelino. Jugaba de defensa.

## Selección nacional
Ha sido internacional con la selección de fútbol de Argelia, ha jugado un partido internacional.

## Clubes
| Club                       | País    | Año         |
| -------------------------- | ------- | ----------- |
| AS Saint-Priest            | Francia | 2000-2003   |
| FA L'Île-Rousse Monticello | Francia | 2003-2005   |
| Rodez AF                   | Francia | 2005-2007   |
| SC Bastia                  | Francia | 2007-2014   |
| Nîmes Olympique            | Francia | 2014 - 2019 |